# Marine Oberson
Marine Oberson (1º dicembre 1991) è un'ex sciatrice alpina svizzera.

## Biografia
Slalomista pura attiva in gare FIS dal novembre del 2006, in Coppa Europa la Oberson ha esordito il 10 gennaio 2008 a Melchsee-Frutt, senza completare la prova, ha ottenuto i suoi migliori piazzamenti il 6 dicembre 2011 a Zinal e il 27 novembre 2012 a Vemdalen (11ª) e ha preso per l'ultima volta il via il 25 novembre 2013 a Levi (43ª).
Si è ritirata al termine di quella stessa stagione 2013-2014 e la sua ultima gara è stata uno slalom speciale FIS disputato il 22 marzo a Fiescheralp, chiuso dalla Oberson al 12º posto; in carriera non ha debuttato in Coppa del Mondo né preso parte a rassegne olimpiche o iridate.

## Palmarès

### Coppa Europa
- Miglior piazzamento in classifica generale: 100ª nel 2012

### Campionati svizzeri
- 1 medaglia:
  - 1 bronzo (slalom speciale nel 2012)